# Huyền thoại Trần Chân
Huyền thoại Trần Chân (tiếng Trung: 精武風雲 – 陳真, tiếng Anh: Legend of the Fist: The Return of Chen Zhen, Hán-Việt: Tinh võ phong vân – Trần Chân) là một bộ phim điện ảnh thuộc thể loại hành động – võ thuật – lịch sử – chính kịch của Hồng Kông – Trung Quốc công chiếu năm 2010 do Lưu Vĩ Cường làm đạo diễn và đồng sản xuất. Bộ phim có sự tham gia diễn xuất của Chân Tử Đan trong vai Trần Chân, vai diễn từng làm nên tên tuổi của Lý Tiểu Long thông qua bộ phim Tinh Võ Môn ra mắt năm 1972. Ngoài ra, tác phẩm còn có sự tham gia của các diễn viên phụ gồm Thư Kỳ, Huỳnh Thu Sinh, Hoàng Bột, Kohata Ryuichi, Akira và Dư Văn Lạc. Bộ phim được khởi quay tại Thượng Hải từ ngày 15 tháng 11 năm 2009 và đóng máy vào đầu tháng 2 năm 2010.
Huyền thoại Trần Chân có buổi công chiếu lần đầu trên toàn cầu tại liên hoan phim Venezia lần thứ 67 và liên hoan phim quốc tế Toronto năm 2010, sau đó có buổi công chiếu tại các cụm rạp ở Trung Quốc vào ngày 21 tháng 9 năm 2010, ở Hồng Kông vào ngày 23 tháng 9 năm 2010, và tại Việt Nam vào ngày 24 tháng 9 năm 2010. Sau khi ra mắt, bộ phim nhận về những lời đánh giá trái chiều từ giới chuyên môn, với phần khen ngợi về cách đạo diễn bộ phim, diễn xuất, và các phân cảnh hành động trong phim, mặc dù phần kịch bản gặp khá nhiều chỉ trích. Tác phẩm cũng là một thất bại về mặt doanh thu khi chỉ thu về 136 triệu RMB so với kinh phí sản xuất 120 triệu RMB.

## Nội dung
Năm 1917, Chiến tranh thế giới thứ nhất diễn ra rất ác liệt, khi đó mặt trận tấn công của quân Pháp đã bị quân Đức tàn phá nghiêm trọng. Trần Chân cùng với những người Trung Quốc khác đã gia nhập quân Đồng minh của Pháp nhằm giúp họ chống lại quân Đức vào thời điểm đó. Sau chiến tranh, anh trở về nước và hoạt động bí mật vào năm 1925. Khi trở về Thượng Hải, Trần Chân nhanh chóng gia nhập phong trào yêu nước nhằm đánh đuổi đế quốc Nhật xâm lược Trung Quốc. Tại đây anh đã gặp gỡ và kết thân với Lưu Vũ Thiên – chủ của một hộp đêm dành cho những thương nhân và tri thức phương Tây, đồng thời anh còn gặp Phương Tình – một nữ danh ca trẻ tuổi có tiếng thực chất là một gián điệp và tình báo viên cho quân đội Nhật.
Tối đó, khi đang lang thang trên đường, Trần Chân đã phát hiện được âm mưu đáng sợ của quân Nhật. Theo đó, chúng sẽ cho quân tràn vào đi ám sát Tăng tướng quân nhằm đổ tội cho tên đối địch Trác tướng quân, từ đó hai gia tộc sẽ mâu thuẫn với nhau nhằm có sự chuẩn bị tốt cho những trận đánh tiếp theo cho chúng. Biết được điều này, Trần Chân đã cải trang thành người anh hùng giấu mặt với chiếc mặt nạ đen để giải cứu Tăng tướng quân thoát khỏi sự ám sát của quân Nhật.
Chính quyền Nhật Bản đã cho ra lệnh giết sạch những người tri thức yêu nước chống Nhật bằng cách gửi bản danh sách những người tri thức chống Nhật ấy cho Takeshi – thiếu tướng của Cơ quan tình báo Nhật Bản. Takeshi sau đó biết được thân phận thực sự của Trần Chân và ngay lập tức hắn thách anh phải giải cứu những người thân cận của anh. Nhiều ngày sau, cả Trần Chân và quân Nhật lần lượt giải cứu những người đồng minh và tiến hành ám sát những người đối địch khác nhau. Em trai của Takeshi – Sasaki – đã cùng với nhóm sát thủ ám sát thành công tổng biên tập của một tòa soạn ở Thượng Hải, nhưng cuối cùng họ đã bị Trần Chân quét sạch và Sasaki cũng không phải là ngoại lệ.
Thời gian trôi qua, Trần Chân cũng biết được danh tính thực sự của Phương Tình. Anh rất quý Phương Tình, nhưng vì tấm lòng yêu nước, anh đã khuyên cô không nên trở lại đây nữa, nếu không anh sẽ giết cô. Điều này đã khiến cho Takeshi ép Phương Tình phải giết Duy Duy – người yêu của Tăng tướng quân và cũng từng là bạn cũ của cô. Biết tin người yêu của mình đã bị giết, Tăng tướng quân nổi điên lên, lợi dụng sự hiểu nhầm đó anh đã cấu kết với quân Nhật để sát hại Trác tướng quân và người vợ của hắn.
Một đêm nọ, Trần Chân đã bị quân Nhật bao vây và đánh bất tỉnh, rồi bị đưa đến trạm trụ sở và bị hành hạ về thể xác. Với sự giúp đỡ của cảnh sát Huỳnh Hạo Long – một trong những cộng sự của anh, những người đồng minh của Trần Chân đã phá hủy và thiêu cháy hết căn cứ của quân Nhật. Trước tình cảnh này, Takeshi đã ra lệnh diệt nốt những người đồng minh kể trên, thậm chí chúng còn bắt cóc Tư Chỉ San – em gái của Trần Chân – làm con tin. Trần Chân bị quân Nhật ném ra khỏi xe trong tình trạng bất tỉnh, sau đó anh được đưa về điều trị. Cuối cùng, anh đã kịp hồi phục và đoàn tụ với cô em gái của mình. Trong khi đó, biết rằng mình đã bị lừa, Tăng tướng quân liền tổ chức phản công với quân Nhật nhưng không thành, sau đó anh đã tử trận.
Takeshi thách Trần Chân phải khiêu chiến với mình trên sàn thượng với mục đích báo thù cho người cha của mình – Tsuyoshi, vị thiếu tướng khi xưa đã bị chính Trần Chân đánh chết. Nhớ lại những lời mình nói về tình kết nghĩa khi còn ở chiến trường, Trần Chân cầm huy hiệu Tinh Võ Môn trong tay rồi nhờ Phương Tình đến nơi khiêu chiến để gặp hắn. Vừa đến nơi chưa được vài phút thì Trần Chân đã chứng kiến cảnh Takeshi phản bội và đâm chết Phương Tình bằng thanh kiếm. Điều này đã khiến cho Trần Chân đau lòng, sau đó anh một mình quét sạch những võ sĩ samurai rồi cởi áo đấu tay không với Takeshi, và cuối cùng anh đã giành chiến thắng. Nhiều ngày sau, quân Nhật Bản vẫn không từ bỏ việc thôn tính Trung Quốc. Cuộc chiến vẫn chưa kết thúc, Trần Chân sẽ tiếp tục thực hiện sứ mệnh giải cứu nhân loại.

## Diễn viên
- Chân Tử Đan trong vai Trần Chân, một cao thủ võ thuật có tấm lòng yêu nước và tích cực hoạt động phong trào chống Nhật.
- Thư Kỳ trong vai Phương Tình, một nữ danh ca tại hộp đêm Casablanca, cô thực chất là một gián điệp và tình báo viên cho quân Nhật.
- Huỳnh Thu Sinh trong vai Lưu Vũ Thiên, chủ của hộp đêm Casablanca và là bạn của Trần Chân.
- Hoàng Bột trong vai Huỳnh Hạo Long, cảnh sát trưởng và là cộng sự của Trần Chân.
- Kohata Ryuichi trong vai Takeshi, thiếu tướng của Cơ quan tình báo Nhật Bản.
- Akira trong vai Sasaki, trợ lý cho Cơ quan tình báo Nhật Bản và là em trai của Takeshi.
- Dư Văn Lạc trong vai Tăng tướng quân, thiếu tướng đối địch của Trác tướng quân.
- Yasuaki Kurata trong vai Tsuyoshi, cựu thiếu tướng từng bị Trần Chân đánh chết. Ông là cha của Sasaki và Takeshi.
- Hoắc Tư Yến trong vai Duy Duy, người yêu của Tăng tướng quân và là bạn cũ của Phương Tình.
- Mã Diệu trong vai Trác tướng quân, thiếu tướng đối địch của Tăng tướng quân.
- Mã Tố trong vai vợ của Trác tướng quân
- Châu Dương trong vai Tư Chỉ San, em gái của Trần Chân.
- Trần Giai Giai trong vai Hoàng Vân
- Trương Tụng Văn trong vai Văn Tại, tổng biên tập của một tòa soạn ở Thượng Hải.
- Lý Tiểu Lâm trong vai Thu Đình